# Erodium astragaloides
Erodium astragaloides är en näveväxtart som beskrevs av Pierre Edmond Boissier och Reuter. Erodium astragaloides ingår i släktet skatnävor, och familjen näveväxter. Inga underarter finns listade i Catalogue of Life.